# Losap
Losap est un petit atoll et une municipalité de l'État de Chuuk dans les îles Carolines. Il fait partie des îles Orientales ou du groupe des îles Mortlock supérieures. Chuuk se trouve à 81 km au nord-ouest. Son plus proche voisin est l'îlot de Nema, à 13 km au nord-ouest. Les autres atolls des Mortlocks sont situés au sud-est, de 110 à 170 km de distance, et comprennent Etal, Lukunoch, Namoluk et Satowan. L'atoll de 6 par 10 km de long se compose de sept ou huit fragments de récifs qui enserrent un lagon central de 28 km2. La superficie terrestre ne dépasse pas 1 km2 pour 14 îlots. Elle est peuplée par 827 habitants (1980), avec une densité de 827 h/km2.